# Bostrycharia
Bostrycharia là một chi bướm đêm thuộc họ Erebidae.